# Tanytarsus islandicus
Tanytarsus islandicus är en tvåvingeart som beskrevs av Malloch 1934. Tanytarsus islandicus ingår i släktet Tanytarsus och familjen fjädermyggor.
Artens utbredningsområde är Northwest Territories, Kanada. Inga underarter finns listade i Catalogue of Life.